# Tea Donguzashvili
Tea Donguzashvili (tiếng Nga: Теа Донгузашвили; tiếng Gruzia: თეა დონღუზაშვილი; sinh ngày 4 tháng 6 năm 1976) là một vận động viên judo người Nga.
Bà đã giành được huy chương đồng ở nội dung heavyweight (+78 kg) division tại Thế vận hội Mùa hè 2004.